# Krawarn (Adelsgeschlecht)

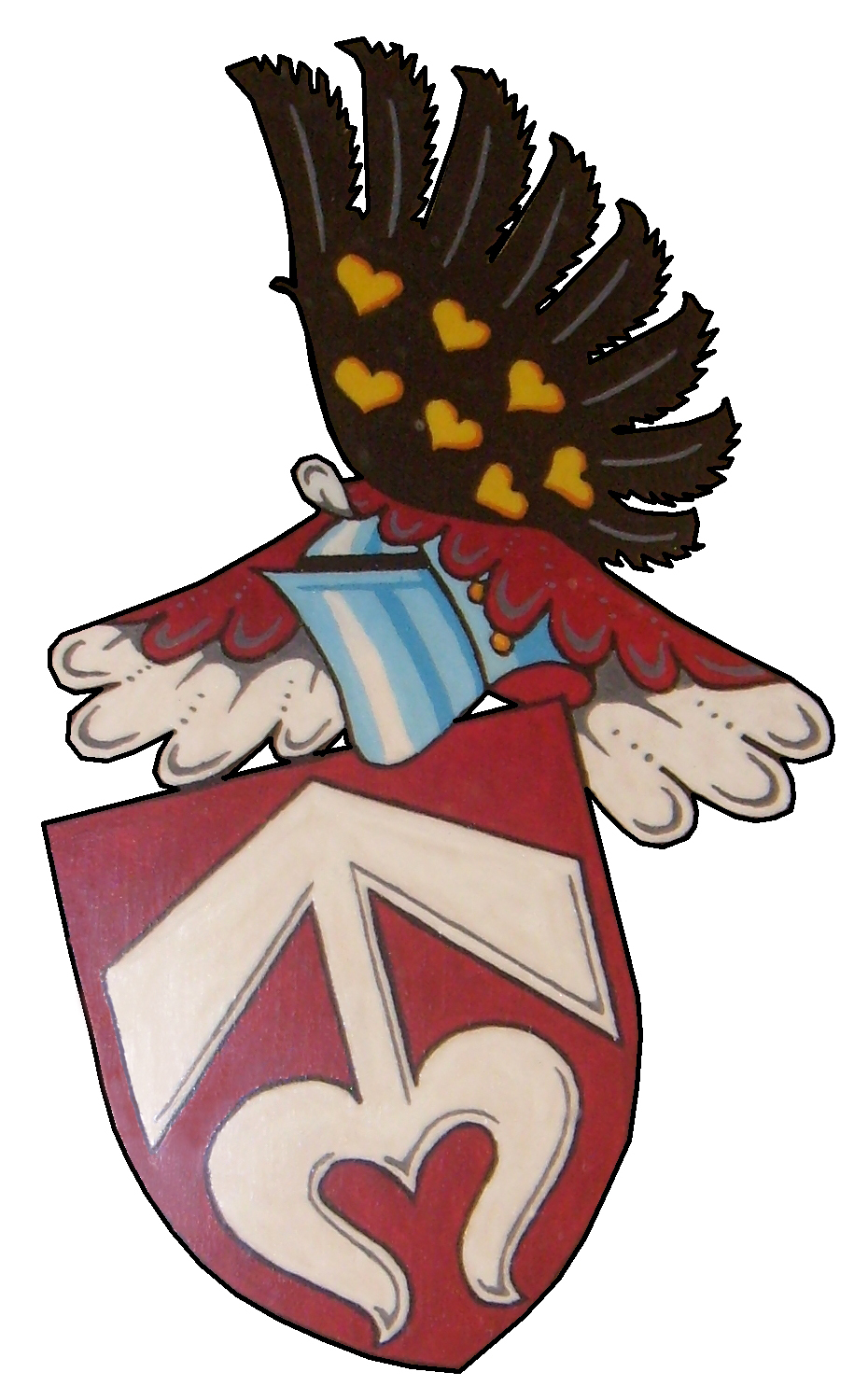
Wappen der Herren von Krawarn

Die Herren von Krawarn (tschechisch Páni z Kravař) entstammten dem böhmischen Adelsgeschlecht von Beneschau (Benešovci). Im 14. und 15. Jahrhundert gehörten sie zu den bedeutendsten Adelsfamilien in Mähren. Ihre Mitglieder bekleideten hohe und höchste Ämter im Königreich Böhmen, der Markgrafschaft Mähren und dem Herzogtum Troppau.
Da sie im Besitz zahlreicher Ländereien entlang der Oder waren, leitet sich von ihnen die geographische Bezeichnung von Kravařsko (Kuhländchen) ab.

## Geschichte
Stammvater der Herren von Krawarn war vermutlich Wok von Krawarn und Beneschau (Vok z Kravař a Benešova), der für die Jahre 1274–1283 belegt ist. Er übersiedelte wahrscheinlich als erstes Familienmitglied nach Mähren und nahm das Prädikat „von Krawarn“ an, das von der Stadt Krawarn abgeleitet ist. Er bekleidete das Amt des Kämmerers beim Herzog von Troppau und soll mit einer unehelichen Tochter des Königs Ottokar II. Přemysl verheiratet gewesen sein. Dessen vermuteter Sohn
- Wok (I.) von Krawarn (Vok (I.) z Kravař) ist ab dem Jahr 1300 belegt. Er bekleidete 1316 das Amt des böhmischen Unterkämmerers und 1324–1325 des Obersten Kämmerers von Olmütz. 1325 soll er von König Johann von Luxemburg die Burgen Plumlov und Drahouš sowie mehrere Dörfer erhalten haben. Wok war zweimal verheiratet und begründete die Stammlinien der:

1. Herren von Krawarn auf Blumenau und Straßnitz (Páni z Kravař, linie plumkovsko-strážnicka), die seiner ersten Ehe mit einer nicht bekannten Frau entstammten, sowie der
2. Herren von Krawarn auf Fulnek und Titschein (Páni z Kravař, linie fulnecko-jičínská), die seiner zweiten Ehe entstammten. Auch diese Frau ist namentlich nicht bekannt.

Der Familienzweig von Blumenau und Straßnitz erlosch 1466 mit Georg von Krawarn, der Familienzweig von Fulnek und Titschein erlosch 1433 mit Jan von Krawarn.

## Stammliste der Herren von Krawarn auf Blumenau und Straßnitz

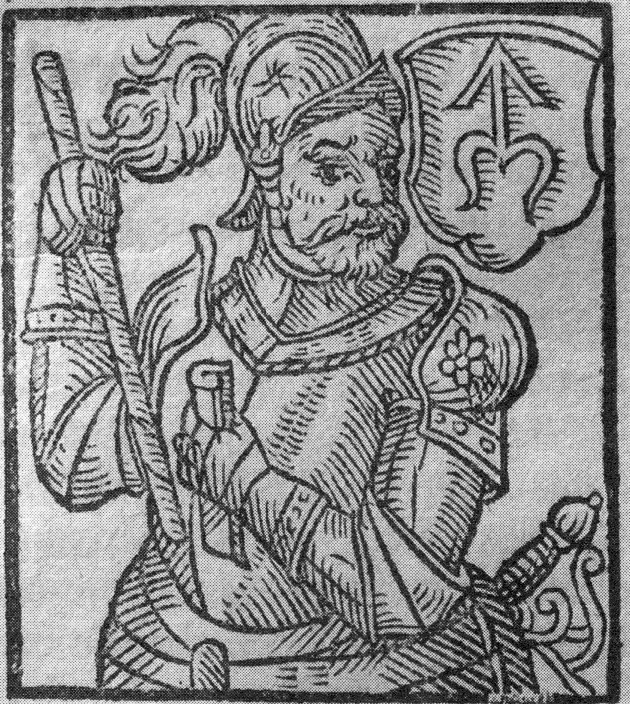
Peter (II.) von Krawarn und Straßnitz

Nachkommen des Wok (I.) von Krawarn (Vok (I.) z Kravař) aus dessen erster Ehe:
1. Wok (II.) von Krawarn († zwischen 1320 und 1327), verheiratet mit einer Tochter des Heinrich I. von Rosenberg, deren Vorname nicht bekannt ist.
  1. Heinrich/Jindřich (I.) von Krawarn, belegt 1330–1344, verheiratet mit Anna N. N. (evtl. von Rosenberg?)
  2. Beneš (II.) von Krawarn und Straßnitz, belegt 1330–1375, 1371–1375 Oberster Kämmerer von Olmütz; verheiratet mit Elisabeth/Eliška von Lettowitz und Ronov († 1366)
    1. Wenzel/Václav (I.) von Krawarn und Straßnitz († 1381), 1376–1379 Oberster Kämmerer von Olmütz; Ehefrau unbekannt
      1. Peter (II.) von Krawarn und Straßnitz († 1434), 1412–1416 Oberster Kämmerer von Olmütz; 1417–1419 und 1422–1425 Landeshauptmann von Mähren; Ehefrau unbekannt[1]. Von Peter von Krawarn erbte er 1397 die Herrschaft Šternberk und Ratschitz. Er war ein Anhänger des Jan Hus, weshalb er während der Hussitenkriege 1420 gezwungen war, seine Ländereien zu verkaufen. Krawarn und Kouty erwarben die Herren von Šlevice, Píšť (Pyschcz) Paul von Sovinec, das Dorf Rozumice (Rosenicz), Boček von Labuť und Velké Hoštice sowie Komárov Jan Chelm von Výškovice (Wischkowitz).
        1. Wenzel/Václav (II.) von Krawarn und Straßnitz, belegt 1420–1437; kämpfte an der Seite der Hussiten; 1426 nahm er an der Schlacht bei Aussig teil. Trotz Intervention seines Vaters wurde er auf der Brünner Versammlung verurteilt.

      2. Georg/Jiří von Krawarn und Straßnitz († 1466) auf Náměšť (Namiescht), Hohenstadt, Helfenstein und Velké Meziříčí; verheiratet mit Dorothea/Dorota von Waldstein. Zusammen mit seinem Bruder Peter (II.) erbte er von Peter von Sternberg Blumenau, Sternberg und Ratschitz. Mit Georg/Jiří erlosch 1466 die Linie Herren von Krawarn auf Blumenau und Straßnitz.
        1. Sohn, Vorname nicht bekannt († vor 1466)
          1. Ludmila († vor 1502), auf Sternberg, Dvorce, Moravský Beroun und Domaštát; verheiratet 1. mit Albrecht Kostka von Postupice († 1477); 2. mit Jan Berka von Dubá

        2. Kunigunde/Kunka († 1510), auf Račice, Čechy pod Kosířem (Tschech); verheiratet mit Wenzel/Václav von Boskowitz
        3. Johanna († 1495), auf Blumenau und Proßnitz; verheiratet mit Heralt von Kunstadt († 1489)
        4. Elisabeth/Alžběta († 1500), auf Straßnitz, Lipov, Velká nad Veličkou, Kanšperk (Gansberg); verheiratet 1. mit Bertold/Pertold d. J. von Leipa auf Mährisch Krumau († 1482); 2. mit Peter IV. von Rosenberg († 1523). Elisabeth beschäftigte sich mit Ahnenforschung; ihr zweiter Ehemann bewahrte die von ihr gesammelten Schriftstücke im Wittingauer Schlossarchiv auf.
        5. Katharina/Kateřina († 1441); verheiratet mit Bertold/Pertold von Leipa († um 1437)

    2. Peter (I.) von Krawarn und Blumenau († 1411), 1405–1411 Oberster Kämmerer von Olmütz; verheiratet seit etwa 1384 mit Katharina/Kateřina von Maissau

  3. Jan/Ješek (II.) von Krawarn, belegt 1330–1340, Ritter des Deutschen Ordens
  4. Katharina/Kateřina, verheiratet mit Stephan/Štépán von Sternberg
2. Beneš (I.) von Krawarn, belegt 1337–1360, Kanoniker von Prag (1337), Olmütz und Boleslav

## Stammliste der Herren von Krawarn auf Fulnek und Titschein
Nachkommen des Wok (I.) von Krawarn (Vok (I.) z Kravař) aus dessen zweiter Ehe:
1. Jan/Ješek (I.) von Krawarn, belegt 1323–1369, 1329–1369 Oberster Kämmerer von Olmütz; verheiratet mit Klara von Leipa († um 1353)
2. Drslav (I.) von Krawarn, belegt 1329–1365; verheiratet mit Elisabeth/Eliška von Sternberg
  1. Wok (III.) von Krawarn und Titschein († 1386), 1380–1386 Oberster Kämmerer von Olmütz; verheiratet mit Anna von Sternberg
    1. Jan (IV.) von Krawarn, belegt 1372–1382
    2. Wok (IV.) von Krawarn auf Titschein († 1406); verheiratet mit Elisabeth/Eliška von Sternberg auf Světlov
      1. Jan (VI.) von Krawarn auf Titschein und Fulnek († 1433); verheiratet 1. mit Euphemia/Ofka Granowská († 1422), einer Tochter der Elisabeth von Pilitza, 2. mit Agnes († um 1440), Tochter des Troppauer Herzogs Přemysl I. Mit Jan (VI.) erlosch 1433 die Linie der Herren von Krawarn auf Fulnek und Titschein.

    3. Latzek/Lacek (II.) von Krawarn auf Titschein († 1408), 1403–1408 Bischof von Olmütz
    4. Anna von Krawarn, belegt 1417–1429
    5. Elisabeth/Eliška, verheiratet mit Předbor von Cimburg († 1397)
      1. Ctibor von Cimburg und Křídlo (Ctibor z Cimburka a Křídla) auf Alt-Titschein und Titschein, Rosenau und Vsetín

  2. Beneš (III.) von Krawarn auf Mährisch Krumau († 1398), 1375–1389 Kämmerer des Römisch-deutschen Königs Wenzel; verheiratet mit Agnes/Anežka von Sternberg auf Lukau
    1. Jan (III.) von Krawarn († 1400), verheiratet mit Elisabeth/Eliška († 1417), Tochter des Herrmann/Heřman von Neuhaus († 1404)
      1. Beneš (VI.) von Krawarn († 1422/23)

    2. Beneš (IV.) von Krawarn auf Mährisch Krumau († 1412), Abt des Klosters Hradisko

  3. Drslav (II.) von Krawarn auf Fulnek († 1380)
  4. Latzek/Lacek (I.) von Krawarn auf Helfenstein (1348–1416), 1407–1411 Oberstburggraf von Prag und Hofmeister; 1411–1416 Landeshauptmann von Mähren; verheiratet mit Margarethe/Markéta von Pogrell († 1419/20). Zusammen mit Peter (II.) von Krawarn und Straßnitz († 1434) förderte er die Hussitenbewegung unter dem mährischen Adel. Während der Streitigkeiten um die Erbansprüche auf den böhmischen Königsthron wurde er nach 1395 Anführer des mährischen Adels, mit dem er 1415 in Velké Meziříčí eine Petition an den römisch-deutschen König Sigismund verfasste, in der die Befreiung des Jan Hus aus dem Konstanzer Gefängnis gefordert wurde. Nach dessen Verbrennung versammelten sich am 2. September 1415 unter der Führung von Latzek 452 böhmische und mährische Adelige, die eine Adelsunion gründeten, der neben Latzek auch Čeněk von Wartenberg und Boček II. von Podiebrad vorstanden.
    1. Drslav (III.) von Krawarn auf Helfenstein, belegt 1397
    2. Elisabeth/Eliška von Krawarn auf Helfenstein, belegt 1397–1420; verheiratet mit Albert von Sternberg auf Lukau († 1413)
    3. Jan (V.) von Krawarn auf Helfenstein († von 1394)

  5. Euphemia/Ofka, seit etwa 1385 verheiratet mit Heinrich von Leipa († 1404)
  6. Dorothea/Dorota, belegt 1369–1371; verheiratet seit etwa 1369 mit Jan von Wildenberg

## Familienzweig der Herren von Tworkau / z Tvorkova
Die Herren Tworkau (manchmal auch Tworkowský von Tworkau, Tworkau von Krawarn; tschechisch Páni z Tvorkova, auch Tvorkovští z Kravař); entstammen nicht den Herren von Krawarn, sondern unmittelbar dem Geschlecht von Beneschau (Benešovci). Ihr Stammvater war Andreas von Beneschau und Tworkau (Ondřej z Tvorkova), der für die Jahre 1248–1264 belegt ist. Er war vermutlich ein Bruder des Wok von Krawarn und Beneschau (Vok z Kravař a Benešova). Die nach dem Erlöschen der Herren von Krawarn von den Herren von Tworkau angemeldeten Ansprüche auf deren Nachfolge wurden 1535 vom Troppauer Landgericht abgelehnt.